# Ол Дойньо Ленгай
Ол Дойньо Ленгай (на английски и на суахили: Ol Doinyo Lengai, Oldoinyo Lengai, рядко – Lengai) е активен стратовулкан, най-младият в планинската верига Вирунга, един от многобройните действащи и спящи вулкани, разпръснати по протежение на Източноафриканския рифт. Издига се в Северна Танзания над силно алкалното езеро Натрон, на 160 km от Килиманджаро и на 70 km от границата с Кения. От върха му често се чуват взривове, което потвърждава, че вулканът е в активна фаза. Ол Дойньо Ленгай е един от най-уникалните и удивителни вулкани на планетата с единствена по рода си лава. Той е изключително непредсказуем, а качествата на лавата му объркват вулканолозите от целия свят. Масаите наричат вулкана „Божията планина“ или „Планината на черния бог“.

## Параметри
Ол Дойньо Ленгай представлява почти идеален конус с диаметър при основата 12 km. Стръмните му и симетрични склонове се издигат на 2962 m надморска височина и на около 2000 m над околните територии. Поради големия наклон на склоновете, достигащ до 42°, върхът му е особено труден за изкачване. Вулканът има два кратера – северен и южен, като за момента е активен само северният. Диаметърът на горния му ръб варира от 270 до 310 m. Дълбочината му е 110 – 122 метра и от дъното, на височина от около 2/3 от неговата, се издигат скални образувания. Кратерните стени се спускат много стръмно надолу под ъгъл не повече от 30°. Гърлото на кратера има приблизителен диаметър от 200 m, а дъното му заема площ от 3,26 хектара. Магменият резервоар се намира на приблизителна дълбочина от 60 km, а на върха има само малко лавово езеро, скрито под слой застинали скални породи. Във фаза на изригване емисиите от пепел понякога достигат до 120 km в диаметър, като често се изхвърлят карбонатитни тефри.

## Геология
Изграждането на вулканичния конус започва преди около 370 000 години и приключва преди 15 000 години. Последвано е от периодично изхвърляне на натрокарбонатитни и нефелинитни тефри по време на Холоцена. Историческите изригвания се състоят от слаби и кратки ерупции, при които се изхвърлят малки количества лава, оставаща само на върха, а понякога и потичаща по горната част на склоновете. Ол Дойньо Ленгай се формира при сложна последователност от събития, включително експлозивни изригвания на туфи и агломерати и еруптивни изригвания на лава. Характерни за него са както изригването на течна лава, формираща лавово езеро и предизвикваща фонтани (ефузия), така и експлозивни изригвания, които изграждат пепелни конуси и наслагват големи количества застинала лава.
На върха на вулкана могат да се видят широки бели ивици, засъхнали след изливането на лава от кратера. Фина бледосива, светлокафеникава до бяла пепел, разнообразявана само от слаби изхвърляния на пари от многобройните солфатари, покрива горните склонове. Непрекъснато тресящ се купол от шлака на върха скрива кипящата под него лава. Наблюдава се изтичане на черна лава през многобройни малки пукнатини. Оформил се е и дълбок разлом, по протежение на който земята е гореща. Застиналата вулканична лава представлява варовик, богат на калций, натрий и въглерод.
Повечето скали съдържат 10 – 14% фенокристали и микрофенокристали, включващи нефелин, егирин, шорломит, меланит, титаномагнетит, воластонит, апатит, малко содалит, титанит и санидин. Срещат се и фенокристали от вишневит.
През 2010 г. са направени измервания на газовото съдържание с помощта на ръчни полеви устройства. Те са спуснати в нискотемпературни димящи пукнатини на върха на кратера и не е открито наличие на въглероден диоксид CO2. Нулеви стойности са получени и при спускането им в плитки ями в южния кратер, от които могат да се процеждат газове. Тези отвори обаче са толкова плитки, с дълбочина максимум 60 cm, че вятърът на върха вероятно бързо предотвратява натрупване на какъвто и да е газ.

## Лава
Лавата на Ол Дойньо Ленгай е единствена по рода си в света, тъй като е изградена главно от натрокарбонатити с много нисък вискозитет. Те са богати на калций, натрий и калий, но имат ниско съдържание на силициев диоксид (SiO2). Лавата е изградена главно от калциев (CaCO3) и натриев карбонат (Na2CO3) със слабо присъствие на магнезий. Поради почти цялостната липса на силициев диоксид температурата на лавата е най-ниската в света, доста по-ниска от тази на базалтовите видове. Такъв тип лава не излъчва достатъчно светлина за да се вижда през деня, но нощно време свети в оранжево. Яркостта ѝ не е така силна като тази на силициева основа, тъй като не е и толкова гореща. През деня изглежда като съвсем черен и бързо течащ мазут или тъмнокафява пяна, в зависимост от съдържанието на газове в нея.
В началото втвърдената лава е черна и съдържа кристали, които искрят ярко на слънцето. Поради химичните реакции, които протичат, когато лавата абсорбира вода, за около три часа по време на дъжд този цвят много бързо и драстично изсветлява, докато стане снежно бял. При сухо време, само от влагата във въздуха, протича същата промяна, но по-бавно – отнема между три дни и няколко седмици, в зависимост от дебелината на потока. В някои части на кратера, които са били неактивни за няколко месеца, земята е светлокафява до бяла и толкова мека, че стъпките стават пружиниращи. Ол Дойньо Ленгай е единственият вулкан в света, от който се стича такава лава с богато съдържание на натрокарбонатит. Изключително течната лава е образувала на върха твърд пласт с дебелина 6 метра, който произвежда три пъти повече въглероден диоксид в сравнение с други вулкани.
По принцип карбонатитът е характерен за рифтовия тип магматизъм, а натрокарбонатитът – само и единствено за Ол Дойньо Ленгай. При изригване температурата на лавата е сравнително ниска, достига до 500°-600 °C. Натрокарбонатитът се среща много рядко и то само при вулкани от зоната на рифта, а произходът на типа лава все още остава загадка. В тази зона са съществували и други вулкани от този тип, но те отдавна са изгаснали. Особеният ѝ химичен състав води до изключително ниския ѝ вискозитет, който е много близък до този на водата, т.е. – прави я най-течната лава в света. Благодарение на това тя се движи много по-бързо от тази на останалите вулкани, поради което е изключително разрушителна и смъртоносна.
Химичният състав на лавата, изследван през 2008 г. е следният:
Na2O – 32,22%

CO2 – 31,55%

CaO – 14,2%

K2O – 8,38%

SO3 – 3,72 %

Cl – 3,40%

F – 2,50%

BaO – 1,66%

SrO – 1,42%

P2O5 – 0,85%

H2O+ – 0,56%

MnO – 0,38%

MgO – 0,38%

Fe2O3 – 0,28%

SiO2 – 0,16%

TiO2 – 0,02%

## Геоложки етапи на развитие
През 1960 г. Джон Бари Доусън картира вулкана и определя 7 стратиграфски елемента, които го характеризират. От третия до седмия елементите са резултат от ерупции от северния кратер. Подредени в последователност от по-старо към по-ново време, това са:
- Основната част от вулкана е съставена от туфи и агломерати, съдържащи кристали на нефелин и пироксен и отделни фино-зърнести частици, функциониращи като свързващо вещество от жълт зеолит, лимонит и карбонати. Лавовите потоци са пирокластични, съставени от нефелин и фонолит. Възрастта им е от 15 000 до 4000 години.[4][8]

- На външните склонове на вулкана се появяват паразитни конуси и допълнителни кратери, които съдържат масиви от по-стари агломерати. Състоят се от туфи, малки лапили и нефелинитна лава. Други са кристалинни туфи, състоящи се основно от слюда, пироксен, нефелин и кристали оливин.[4][8]

- Върху дълбоко ерозиралата повърхност на жълтите пирокластити се прибавят черни туфи и агломерати. Появяват се в ниските части на планината и високо по западните и северозападни склонове. Включени са кристалинни туфи от нефелин, пироксен, слюда и по-стари туфи, образувани като лапили от нефелин, йолит и фенит. Агломератите и масивните блокове са с почти същия състав с добавка от уртит и други алкални скали. Тези туфи са свързани с пепелта в дефилето Олдувай, която е датирана на около 1250 години.[4][8]

- Създават се три находища на външните склонове на вулкана, представляващи меланито-нефелинови образувания, създадени при разлив на лава от паразитните конуси.[4][8]

- Появяват се застинали и втвърдени туфи с дебелина до един метър, състоящи се от нефелинови лапили и слюдени плочи, циментирани от карбонати. Те покриват голямо количество дървета и се предполага, че тяхното унищожаване е станало при изригването през 1917 г., при което загива голяма част от горите по външните склонове на вулкана.[4][8]

- На северните, западните и южните склонове се появява зле втвърдена покривка от пепел и сиви туфи, каквато се наблюдава и в дефилето Олдувай, 70 km на запад-югозапад. Там пепелта е образувала зрелищни дюни. Създаването им се отдава на изригването през 1940 – 1941 г.[4][8]

- Върху южната стена на кратера се появяват светлозелени, бледожълти, розови и бели депозити от калцинирана сода с дебелина до 6 метра. Предполага се, че са образувани при ерупцията през 1954 – 1955 г.[8]

## Северен кратер
Дълбочината и морфологията на северния кратер са се променили драстично по време на поредицата от изригвания, като се започне от стръмните стени на кратера, достигащи до около 200 метра дълбочина в средата на 20 век, и се стигне до плитките платформи, които днес запълват част от него. Преди време е било нужно спускане до над 100 метра надолу в кратера, за да се достигне до дъното му.
В наше време кратерът редовно се изпълва с лава и стените му по малко се сриват навътре към езерото. През 2010 г. лава не се вижда, а дъното му е посипано със скални отломки, някои от които с внушителни размери. Младозастинала сивкава лава, над която липсва всякакво пепелно покритие, заема около 1,37 хектара, или 40% от дъното му. Тук е застинал и най-младият конус – хорнито. Лавата бавно се процежда през пукнатините, като наслагва застиналите пръски и пластове един върху друг. Излива се и през малка цепнатина в единия край на върха на вулкана и при бавното напластяване на застинала лава в една и съща точка, постепенно се е образувал дебел кух конусовиден стълб, наричан хорнито. Той не се издига над основния отдушник, а е странично разположен. Принципът на формирането му е същият, както при всеки вулкан. Такива стълбове могат да достигнат височина до няколко десетки метри, но животът им не е дълъг. За момента на върха на Ол Дойньо Ленгай има формирани няколко такива стълба с различни размери и височини.
В близост до големия конусовиден стълб са се образували красиви висящи сталактити с дължина малко повече от 2 метра. Те могат да се формират по два начина. Първият е когато нивото на лавата се е изкачило достатъчно високо, при изхвърлянето ѝ нагоре достига до свода на пещера и започва да се откапва. Вторият е, ако лавата е изхвърлена от хорнито и през цепнатини в свода на по-ниско разположена пещера започне капка по капка да се просмуква надолу. Тъй като лавата на вулкана е почти с гъстотата на вода, просмукването през съвсем малки цепнатини е достатъчно лесно.
На дъното на кратера може да се чуе и най-малкият шум. Звукът издава плискането на лавата в малките отвори с чести барабанни удари и свистенето на периодично изхвърляните газови струи на всеки 3 – 10 секунди. Носи се слаба миризма на сероводород.

## Южен кратер
Южният кратер, който не е активен, е запълнен с вулканична пепел и осеян с допълнителни малки и плитки кратерни отвори с диаметър до 1,5 m. Броят им е над 200. Предполага се, че са възникнали като следствие от еруптивната активност на вулкана през 2007 г. Разположени са в близост до вентилационните отвори, особено на по-стръмни места.

## Вулканична активност
При Ол Дойньо Ленгай се наблюдават фази на взривоопасна активност, по време на които съставът на лавата може да съдържа много повече силикатни материали, които увеличават вискозитета ѝ. В този етап все още няма течна лава, а активността се превръща в пепелна ерупция, придружена с изхвърляне на вулканични бомби с различни размери. Въпреки това, първоначалните фази на експлозивно изригване може да включват силни фонтани от лава.
Предполагаеми изригвания на вулкана са протекли през 1550 г. пр.н.е., 50 г. пр.н.е., 700 и 1350 г. Слаба активност е наблюдавана през 1880, 1882, 1907, 1914, 1916, 1921, 1926, 1940, 1954, 1955, 1958, 1960, 1967, 1983, 1994, 2006, 2007, 2010 г. Първите описания на изригване на Ол Дойньо Ленгай се отнасят към 1883 г. Периоди на по-силна активност са отбелязани през 1904, 1910, 1913 и 1915 г.

### 1917 – 1940 г.
През юни 1917 г. става мощно изригване, при което вулканичната пепел е изхвърлена на разстояние 48 km от върха на вулкана. Растителността по склоновете е почти унищожена, а горещата пепел съсипва околните пасища и причинява смъртта на цели масайски стада от едър рогат добитък. Подобно силно изригване се наблюдава и през 1926 г. В периода юли-декември 1940 г. ерупцията продължава цели 6 месеца и изхвърля пепел в радиус от 100 km.

### 1960 – 1966 г.
В началото на 1960 г., по време на фазата на изригване, кратерът на вулкана се срива навътре, а след мощната ерупция се образува нов кратер на мястото на стария с дълбочина около 100 m. Зоната на колапса следва контурите на бившия кратер. Експлозивното изригване от 14 август 1966 г. е подробно описано от геолозите Джон Даусън и Г. Кларк, които се изкачват до кратера една седмица след като то е приключило.

### 1980 – 1998 г.
От средата на 1980-те години се наблюдават слаби потоци от лава и в много по-малка степен експлозивни изригвания. Дългосрочното слабо изливане на лава на върха на вулкана започва през 1983 г. В началото на годината лавата започва да запълва кратера на пепелния конус, формиран по време на експлозивните изригвания през 1966 г. С течение на времето тя го запълва напълно и създава голяма плоска платформа. До края на века лавата постепенно и бавно запълва северния кратер и от 1998 г. започва да прелива извън неговите ръбове на север и изток. През последните 30 години почти непрекъснато се отбелязва изтичане на лава от отвори във вътрешността на кратера, която понякога прелива и над ръба.

### 2006 г.
През март 2006 г. засилената активност на вулкана принуждава селяните, живеещи в близост до него, да се евакуират. Чува се силен тътен и Ол Дойньо Ленгай започва да изхвърля пепел и лава. В рамките на няколко часа още около 3000 души от местното население напускат района. Между 25 март и 5 април се регистрира най-големият поток от натрокарбонатитна лава, изригвала някога в историческо време от Ол Дойньо Ленгай. На 4 април върху западния склон на вулкана и в пролома се вижда голям лавов поток, но няма данни, че той все още е горещ. На 7 и 8 април активна лава се появява в рамките на ново лавово езеро. Тя е свързана с колапса на един от кухите конусовидни стълбове, от който започва да се излива. Бързо покрива 1/3 от кратера, а по западните склонове се проточва 3 километров лавов поток. Изригването е последвано от разширяването на самия кратер. Има съобщения за замърсени водоизточници и за унищожена растителност, но няма смъртни случаи или наранявания.

### 2007 – 2008 г.
Най-скорошното експлозивно изригване на вулкана става през 2007 г. и продължава и през 2008 г., като са изхвърлени хиляди тона вулканична пепел. Не е ясно защо честите малки потоци от лава са последвани от взривна активност и как това може да се свърже със серията малки земетресенията в региона на Ол Дойньо Ленгай през предходните два месеца. След основното експлозивно изригване през юни 2008 г., се разкриват драматични промени в активния кратер и се забелязват съществени и интересни прилики с морфологията му, наблюдавани след ерупцията през 1966 – 1967. През 2008 г. ерупцията е пепелна.
Активизирането на вулкана започва на 19 юли 2007 г. и принуждава около 1500 жители от близката околност, повечето масаи, да напуснат домовете си. Усещат се земни трусове, чува се силен рев и Ол Дойньо Ленгай започва да изхвърля лава и пепел. Има съобщения за едно повредено училище и две наранявания, но смъртни случаи няма. Кратерът на върха е непокътнат, изригванията са ограничени само в неговия район, няма разливания през ръба и е изхвърлено известно количество пепел. Но сеизмичната вълна, предизвикана от изригването му, се усеща чак в кенийската столица Найроби.
На 4 септември вулканът отново изхвърля голямо количество вулканичен прах, който се разпростира в радиус от 18 km и се стеле върху земята в продължение на 12 часа. През ръба на кратера по склоновете се излива лава, която обаче не достига до подножието. На 23 октомври, в продължение на два дни, вулканът изригва ново количество пепел, която достига на височина от 3,2 – 4,6 km, а изливането на лава продължава до 6 ноември. На следващия ден се извисява нов прахов стълб, който този път достига до 3,2 – 3,5 km и изригването продължава до 10-и същия месец. Всички пилоти получават предупреждение да избягват близостта с вулкана. На 13 декември облакът достига височина от 6,1 km.
През януари активността продължава, като на 16-и са изхвърлени вулканични бомби на разстояние 50 m от върха, а потокът лава променя посоката си. Между 6 и 12 февруари се наблюдават няколко експлозивни изригвания, придружени от силно бучене от планината, като за няколко дни – до 15-и, колоната от пепел се издига на 11,6 km. На 21 февруари тя вече достига височина от 18,3 km. След тази дата облакът от пепел бавно започва да намалява височината си, която в продължение на малко повече от месец се колебае между 10 и 14 km. На 18 юни става ясно, че на дъното на кратера се е образувал нов вулканичен конус, който се издига на 30 m над ръба му, а през септември са активни само два от малките хорнито. Вулканът се успокоява и преминава в нормалното си състояние чак през октомври 2008 г.

### 2010 г.
През 2009 г. активността на вулкана е съвсем ниска, но се виждат двата малки конуса дълбоко в гърлото, от които се е изливала лава през предходната година. През 2010 г. Ол Дойньо Ленгай слабо се активизира и лавата изригва от вентилационните отвори в основата на кратера. Фредерик Белтън и група геолози, които са се изкачили на върха на 11 февруари 2010 г. обясняват, че са наблюдавали периодични слаби изригвания и парни емисии от малки цепнатини в района на кратерния ръб. На 15 февруари друга група геолози отбелязва появата на три съвсем нови и още черни хорнити в западната част на кратера, както и избликването на поток от черна лава в южния край. Активността на вулкана, започнала през 2010 г. продължава.